# Guy Olivier
Pour les articles homonymes, voir Olivier (homonymie).
 (juillet 2022).
Si vous disposez d'ouvrages ou d'articles de référence ou si vous connaissez des sites web de qualité traitant du thème abordé ici, merci de compléter l'article en donnant les références utiles à sa vérifiabilité et en les liant à la section « Notes et références ».
Guy Olivier, est un réalisateur français né à luceram dans l'arriére pays niçois.

## Filmographie
Assistant réalisateur
- 1970 : Autour de Mortin de Michel Mitrani
- 1969  : La cigale (Tchekov) de Guy Lessertisseur
- 1967 : Les Cinq Dernières Minutes : La Mort masquée de Guy Lessertisseur
- 1967 : En votre âme et conscience, épisode : Le Cas d'Hélène Jegado de  Pierre Nivollet
- 1966 : Les Cinq Dernières Minutes, épisode  Histoire pas naturelle  de Guy Lessertisseur
- 1967 : En votre âme et conscience, épisode : L'Affaire Dauriois ou le Vent du Sud de  Guy Lessertisseur
- 1969 : En votre âme et conscience, épisode : L'Auberge de Peyrabeille de  Guy Lessertisseur

Réalisateur
- 1972 : La Vie ensemble : Les quinze de la Voulte
- 1979 : Grands-mères : Jeanne et Héléne
- 1984 : L'Embranchement, avec Victor Garrivier, Pascale Bardet et Florent Pagny

- Série Musique en 33 tours
  - Erik Satie (1971)
  - L'Opéra de quat'sous (1970)
  - Schumann, les chants de l’aube (1971)
  - Série La Leçon de musique de Midred Clary
  - Maurice Bourgue,  Le hautbois
  - Olivier Maessian Les cinq rechants
- Série Bande à part, de Martine Lefèvre et Marianne Gosset
  - Le cri des corps (1975)
- Série Contre-enquête d'Anne Hoang
  - Personne n’avait rien vu (1985), Prix du meilleur documentaire de l'année, Scam, 1985
  - Retour en Puisaye (1985)
  - Incroyable mais faux (1986)
  - Les Enfants de la terre (1986)
  - La Boîte noire
- Série Documentaire sur grand écran
- L'Arrière-pays (1989)
- Série Contes modernes, de Pascale Breugnot et Marcel Teulade.
  - Ligne de fuite (1978)
- Série Les Beaux Jours'
  - Grador le vétérinaire (1972)
- Série Paris pour mémoire, de Pascale Breugnot
  - Souvenir de la fête (1976)
- Série La Musique et nous
  - Sujet consacré à l’ensemble Musique vivante de Diego Masson
- Série La Saga des Français, de Michel Del Castillo
  - Au bout de la vallée longue
- Série Expression, de Béatrice Caufmann et Claudine Welhoff
  - La maison de Jean-Pierre Raynaud
  - L'atelier de Man Ray
  - Le dernier modèle de Modigliani
  - Les robes de Fortuny
- Série pour l’INA (Regards entendus)
  - Henri Cueco, fragments d'un paysage
- Autres séries
  - Réalité-fiction, de Jean Frapat (1974) : Le savant
  - Lieux communs, de Patrick Volson et Jean-Claude Guidicelli Parmi les mots entre les lettres  (ou La Poste d'Aix)
- Opus pour Mildred Clary Le voyage d'hiver de Schubert 1992
- Aléas pour Gérard Follin
  - 1992 Une histoire sans nom
  - 1992 Adèle pour mémoire
  - 1994 Le grillon du métro
  - 1994 Une si jolie petite gare
  - 1994 Le 29° coup de Kasparov
  - 1995 Et tout le reste est cinéma
  - 1996 Le Louvres aveugle
  - 1998 Le mainate
  - 1999 Le cahier à spirale
  - 2002 Un dernier petit film pour la route
  - 2004 Lettres et colis en souffrance
  - En 2005 Il assemble les cinq "contre enquêtes" réalisés pour Anne Hoang, pour en faire un film de 50 minutes intitulé " Ex Votos" et s’arrêtera de filmer découvrant d'autres raisons de vivre plus proches du " dur désir de durer" dans ce monde dont il ne se sent que locataire à durée aléatoirement déterminé.